# Кепплер, Вильгельм Карл
Вильгельм Карл Кепплер (нем. Wilhelm Karl Keppler, 14 декабря 1882, Гейдельберг — 13 июня 1960, Фридрихсхафен) — германский государственный деятель, промышленник, обергруппенфюрер СС (30 января 1942).

## Биография
Организовал пронацистскую финансово-промышленную группу (группа Кепплера, известную позднее как «круг друзей Рейхсфюрера СС»).
В начале 1933 года был избран депутатом рейхстага, а в июле назначен рейхскомиссаром по экономическим делам. В 1936 году стал советником Г. Геринга по вопросам Четырёхлетнего плана. Участвовал в подготовке и осуществлении аншлюса Австрии. В 1938 году был направлен в Вену рейхскомиссаром.
В период Второй мировой войны работал в Имперском министерстве иностранных дел, статс-секретарь для особых поручений МИДа (1938—1945). Руководил предприятиями и фондами в подчинении СС. После поражения нацистской Германии был приговорен к 10 годам заключения. Освобожден в 1951 году.

## Звания и чины
- 20.03.1933	кандидат СС (SS-Anwärter)
- 21.03.1933	штандартенфюрер СС (SS-Standartenführer)
- 23.08.1933	оберфюрер СС (SS-Oberführer)
- 06.02.1935	бригадефюрер СС (SS-Brigadeführer) (старшинство с 30.01.1935)
- 13.09.1936	группенфюрер СС (SS-Gruppenführer)
- 30.01.1942	обергруппенфюрер СС (SS-Obergruppenführer)
- 19.03.1938	статс-секретарь (Staatssekretär z.b.V.)
- ок. 1941	рейхсгауптамтсляйтер (Reichshauptamtsleiter der NSDAP)

## Награды
- Шеврон старого бойца
- Золотой партийный знак НСДАП
- Медаль За выслугу лет в НСДАП в бронзе и серебре
- Кольцо «Мёртвая голова»
- Почетная сабля рейхсфюрера СС